# Independence Stadium (Namibië)
Het Independence Stadium is een multifunctioneel stadion in Windhoek, Namibië. 
Het stadion wordt vooral gebruikt voor voetbalwedstrijden. In het stadion is plaats voor 25.000 toeschouwers. Het nationale elftal van Namibië maakt soms van dit stadion gebruik voor het spelen van hun internationale thuiswedstrijden. 
In 2014 werden in dit stadion (samen met het Sam Nujomastadion) voetbalwedstrijden gespeeld voor het Afrikaans kampioenschap voetbal voor vrouwen. Het toernooi werd gespeeld van 11 tot 25 oktober. In dit stadion werden 6 groepswedstrijden gespeeld. 